# 张议天
张议天（1986年2月8日—）中國歌手，模仿达人。

## 生平
在2010年北京电视台春节晚会上模仿20位明星的声音演唱小沈阳的单曲《我只是个传说》而为观众熟知。2010年4月5日正式拜师赵本山，成为其门下的第52位弟子。